# Typopeltis vanoorti
Typopeltis vanoorti är en spindeldjursart som beskrevs av Pocock 1894. Typopeltis vanoorti ingår i släktet Typopeltis och familjen Thelyphonidae. Inga underarter finns listade i Catalogue of Life.